# Seaboard World Airlines

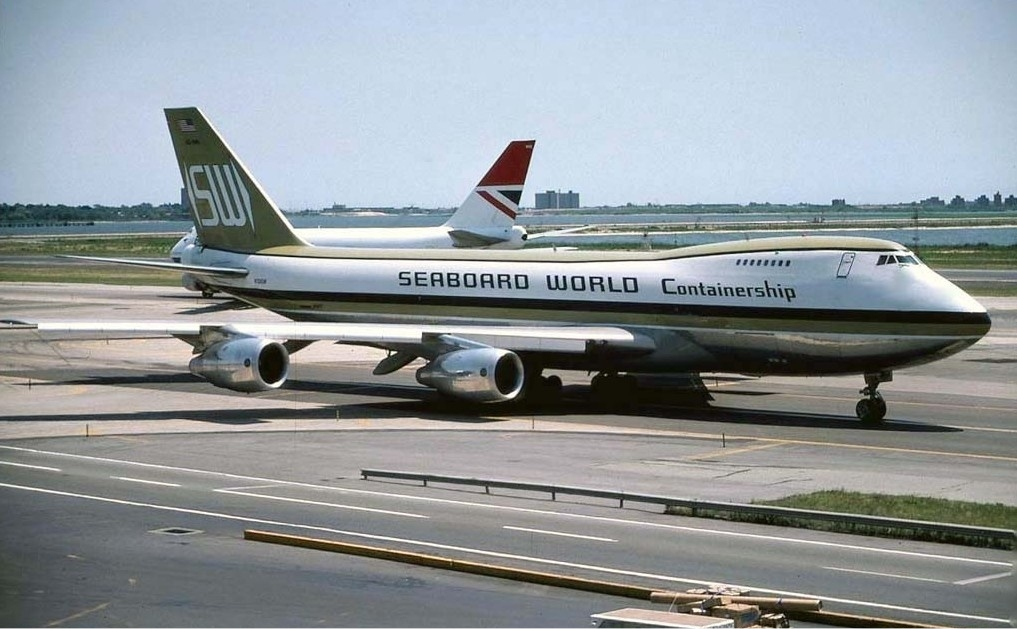
En av deras Boeing 747-245F på John F. Kennedy International Airport i New York, New York i USA i juli 1977.

Seaboard World Airlines, tidigare Seaboard & Western Airlines, var ett amerikanskt fraktflygbolag.

## Historik
Flygbolaget grundades den 16 september 1946 som Seaboard & Western Airlines av bröderna Arthur och Raymond Norden, som hade varit piloter för USA:s armés Air Transport Command under andra världskriget. Den 4 april 1961 bytte flygbolaget namn till Seaboard World Airlines. På 1960-talets första hälft blev Seaboard anlitade av CIA-kontrollerade Air America om att utföra uppdrag åt USA i Laos efter att Air America hade fått svårigheter att utföra dessa på grund av anklagelser för att vara en paramilitär organisation av den kommunistiska rörselsen Pathet Lao. Seaboard grundade då dotterbolaget Seaboard World Services. Framgångarna blev dock magra för Seaboards del. I ett senare skede övertogs dotterbolaget ändå av CIA-kontrollerade förvaltningsbolaget Pacific Corporation.
Den 1 juli 1968 var ett av flygbolagets flygplan, av typen Douglas DC-8-63CF, under flygning mellan McChord Air Force Base i Pierce County, Washington i USA och Yokota Air Base i Tokyo i Japan. Flygplanet hade totalt 230 personer ombord; 214 soldater och 16 besättningsmän. Flygplanet råkade dock flyga in i sovjetisk luftrum under färden, vilket ledde till Sovjetunionen skickade upp två stridsflygplan, av typen Mikojan-Gurevitj Mig-17, för att svara på intrånget. Ett av stridsflygplanen sköt varningsskott över ena vingen på flygplanet och beordrade att flygplanet skulle landa på ön Iturup tillhörande Kurilerna. Samtliga ombord arresterades när flygplanet väl landade. USA:s utrikesminister Dean Rusk nåddes av nyheten och som beordrade USA:s ambassad i Moskva om att börja förhandla med Sovjetunionen. USA:s 36:e president Lyndon B. Johnson (D) vägrade svara på några frågor om händelsen efter denne hade skrivit på icke-spridningsavtalet i New York. Det slutade med att Dean Rusk skickade ett brev till Sovjetunionens premiärminister Aleksej Kosygin och i det brevet utfärdades det en ursäkt och där det hävdades att flygplanets besättning begick ett navigationsfel vilket ledde till att flygplanet flög in i sovjetisk luftrum. Flygplanets pilot var dock tvungen att skriva på ett dokument där denne erkände att den hade gjort det medvetet. Två dagar senare beordrade Sovjetunionen att flygplanet och de 230 arresterade skulle släppas. Flygplanet lyfte och fortsatte sin färd till slutdestinationen i Japan. President Johnson fortsatte dock att vägra svara på pressens frågor om händelsen.
Den 1 oktober 1980 blev Seaboard uppköpta av Flying Tiger Line (som senare blev en del av Federal Express).